# Oberbadischer Blasmusikverband Breisgau
Der Oberbadischer Blasmusikverband Breisgau e.V. (OBV) wurde am 21. August 1892 in Buggingen gegründet. Er ist der älteste Blasmusikverband im deutschsprachigen Raum und umfasst derzeit 76 Mitgliedsvereine und 8 Bläserjugenden mit insgesamt über 6.000 Mitgliedern. Der OBV ist ein Mitgliedsverband des Bundes Deutscher Blasmusikverbände.

## Geschichte
Der 1892 mit elf Vereinen in Buggingen gegründete Oberbadische Blasmusikverband ist zusammen mit dem Markgräfler Musikverband der älteste Blasmusikverband Deutschlands.
Den heutigen Namen erhielt der Verband erst 1900, gegründet wurde er unter dem Namen "Breisgau-Markgräfler Musikverband". Der 1. Posaunist des Freiburger Stadttheaterorchesters, Franz Meier, gilt als Initiator der Gründung. Er dirigierte mehrere Blasorchester und erleichterte so eine Zusammenführung der Vereine. Zweck der Gründung war es, durch gemeinsames Musizieren Höhepunkte bei Verbandsfesten zu schaffen sowie die Qualität der Mitgliedsvereine zu verbessern und durch Wertungsspiele auch zu überprüfen. Zwischen der Gründung und dem Ersten Weltkrieg fanden 11 Verbandsfeste statt. Durch den Krieg sank die Mitgliederzahl in den Vereinen und erst im Jahre 1921 konnte erneut ein Verbandsfest, diesmal in Ettenheim, gefeiert werden. Danach kam der große Aufschwung mit einer Vielzahl von neu gegründeten Vereinen, so dass die Anzahl der Mitgliedsvereine auf über 100 anstieg. Im selben Jahr spaltete sich der Untere Markgräfler Musikvereinsverband vom OBV ab. Im Jahre 1926 schlossen sich 9 Verbände zu einer Arbeitsgemeinschaft zusammen, um sich eine wirtschaftliche Grundlage zu sichern. 1928 wurde dieser Vereinigung der Name „Bund Südwestdeutscher Musikvereine“ gegeben und vom ersten Vorsitzenden Kilian Heitz geführt. 1933 konnte noch das 30-jährige Bestehen des Verbandes mit einem großen Musikfest (240 Kapellen, über 3000 Musiker) gefeiert werden, bevor kurz darauf die Blasmusik für Propagandazwecke des Naziregimes verwendet wurde und der Verband aufgelöst wurde.
Erst am 10. Januar 1950 wurde der Verband nach dem Zweiten Weltkrieg erneut gegründet. Bereits ein Jahr später waren 109 Kapellen Mitglied des Verbandes, welcher somit der größte in Deutschland war.
Die Zahl der Mitgliedsvereine stieg immer weiter, bis 1955 142 Vereine dem Verband angehörten. Da es schwierig war, die große Zahl an Mitgliedern zu verwalten, wurde beschlossen, den Verband in drei Verbände aufzuteilen. Als Nachfolgeorganisation des alten Verbandes wurde der Oberbadische Volksmusikverband benannt, neu gegründet wurde der Ortenauer Musikverband und der Kaiserstuhl-Tunibergverband.
Bei der Hauptversammlung 1965 in Kenzingen wurde Eugen Faller aus Teningen zum Verbandspräsidenten gewählt. Unter Faller sollte die Jugendarbeit intensiviert werden, was ihm auch gelang, wie an den steigenden Mitgliedszahlen und dem sinkenden Durchschnittsalter zu sehen war. Erst 1989 endet die Dienstzeit von Eugen Faller mit einem Konzert des 1988 gegründeten Verbandsjugendorchesters. Für seine Verdienste wurde Faller zum Ehrenpräsident ernannt.
Sein Nachfolger wurde Karl Heinz Beck, Bürgermeister aus Vörstetten, unter dessen Führung das 100-jährige Jubiläum 1992 in Emmendingen gefeiert wurde. Nach Karl Heinz Beck wurde 2001 Harald Bobeth als Präsident gewählt.
2019 wurde die baden-württembergische Landtagsabgeordnete Sabine Wölfle bei der Hauptversammlung als Nachfolgerin von Harald Bobeth gewählt.

## Bezirke des Oberbadischen Blasmusikverbandes
Das Verbandsgebiet ist in sieben Bezirke unterteilt. Jeder Bezirk ist durch einen in den Bezirksversammlungen gewählten Bezirksvorsitzenden im Präsidium des Oberbadischen Blasmusikverband Breisgau vertreten.
| Bezirk | Region                | Anzahl | Verein                 |
| ------ | --------------------- | ------ | ---------------------- |
| I      | Stadt Freiburg        | 13     | Mitgliedsvereine       |
| II     | Hexental/Schönberg    | 8      | Mitgliedsvereine       |
|        |                       | 1      | Bläserjugend           |
| III    | Dreisamtal            | 7      | Mitgliedsvereine       |
| IV     | An Elz und Glotter    | 9      | Mitgliedsvereine       |
| V      | Elztal und Simonswald | 17     | Mitgliedsvereine       |
|        |                       | 6      | Bläserjugenden         |
| VI     | Emmendingen           | 11     | Mitgliedsvereine       |
|        |                       | 1      | Bläserjugend           |
| VII    | Kenzingen/Herbolzheim | 11     | Mitgliedsvereine       |
|        |                       | 1      | Bezirksseniorenkapelle |

## Personen

### Präsidium
| Amt                       | Name             | seit |
| ------------------------- | ---------------- | ---- |
| Präsident                 | Sabine Wölfle    | 2019 |
| Stellvertr. Präsident     | Karin Horst      | 2019 |
| Stellvertr. Präsident     | Michael Moser    | 2019 |
| Stellvertr. Präsident     | Claudia Weiß     | 2016 |
| Verbandsrechnerin         | Gudrun Müller    | 2004 |
| Verbandsdirigent          | Nicholas Reed    | 2019 |
| Verbandsschriftführerin   | Judith Riesterer | 2019 |
| Geschäftsführer Musik     | Rainer Burkhardt |      |
| Verbandsjugendleiter      | Dee Boyd         | 2019 |
| Vorsitzender Bläserjugend | Dee Boyd         | 2019 |

### Ehrenmitglieder
| Name             | Wohnort           | seit |
| ---------------- | ----------------- | ---- |
| Peter Bank       | Kirchzarten       |      |
| Hermann Hepp     | Waldkirch-Kollnau |      |
| Hubert Bilharz   | Kenzingen         |      |
| Eugen Hiß        | Teningen          |      |
| Ludwig Schneider | Reute             |      |
| Karl Heinz Beck  | Vörstetten        |      |

## Orchester
Zum OBV zählt auch das vom Verbandsdirigenten geleitete Sinfonische Blasorchester Freiburg. 2013 wurde das Jugendblasorchester Breisgau gegründet, das für Jugendliche mit dem Jungmusikerleistungsabzeichen in Silber ausgelegt ist.